# Growtopia
Growtopia est un jeu vidéo sandbox en ligne massivement multijoueur où les joueurs peuvent discuter, cultiver, ajouter des amis, échanger, construire des mondes et s'engager dans des combats joueur contre joueur. Le jeu est initialement sorti sur Android en novembre 2012 et a été publié pour iOS, Microsoft Windows et OS X depuis lors. En 2019, il est sorti sur Nintendo Switch, PlayStation 4 et Xbox One. Les serveurs des versions console ont été arrêtés le 30 juillet 2020.
Le 28 février 2017, une acquisition de Growtopia par Ubisoft a été annoncée et s'est achevée au cours du quatrième trimestre 2016-2017 d'Ubisoft. Growtopia utilise le modèle freemium.

## Développement
La production de Growtopia a commencé en 2012, lorsque le designer Seth Robinson a réalisé six captures d' écran de maquette décrivant les prémisses du jeu dont il s'appelait à l'origine Buildo, et l'a envoyé à Mike Hommel pour l'inciter à participer au projet. L'interface utilisateur du jeu a commencé à prendre forme avec les maquettes d'Hommel. Le 22 octobre 2012, Hommel a mis en ligne une vidéo sur sa chaîne YouTube montrant le développement du jeu avant sa sortie.
Au cours du développement initial, Robinson et Hommel ont fait appel au compositeur Cory Mollenhour pour produire la bande originale de Growtopia.
Après trois mois de développement, le jeu est sorti sur Android en version bêta gratuite le 30 novembre 2012, sous le nom de Growtopia. Ils ont sorti le jeu de la version bêta et ont publié la version complète le 9 janvier 2013. Le 28 février 2017, Ubisoft annonce l'acquisition de Growtopia. La transaction a été conclue au cours du quatrième trimestre 2016-2017 d'Ubisoft. Les développeurs originaux continuent à être à la fois concepteurs et conseillers généraux pour le développement continu du jeu. Une équipe nord-américaine de gestion et de modération de la communauté a été mise en place après l'acquisition d'Ubisoft. Ils ont confié la responsabilité du développement futur du jeu à leur équipe Ubisoft Abu Dhabi.

## Sortie
Le jeu peut être joué sur plusieurs systèmes d'exploitation, dont Microsoft Windows, OS X, iOS et Android. La version iOS est sortie le 11 janvier 2013, après la sortie initiale pour Android le 30 novembre 2012. À la suite de ces versions mobiles, le jeu a été porté sur Windows le 9 juillet 2013 et sur OS X le 27 juillet 2013.
Growtopia a été disponible pendant un certain temps sur Nintendo Switch, PlayStation 4 et Xbox One du 18 juillet 2019 au 30 juillet 2020, avant d'être interrompu afin de "réaffecter toutes les ressources pour prendre en charge la version mobile et PC". Un membre de l'équipe d'Ubisoft Abu Dhabi a déclaré qu'étant donné qu'il y avait "beaucoup plus de joueurs jouant sur Android, iOS et PC", ils allaient concentrer leurs ressources sur ces plateformes.

## Accueil
Growtopia a reçu des critiques « mitigées ou moyennes » de la part des critiques selon l'agrégateur de critiques GameRankings.
Jay Is Games a décrit le jeu comme "suffisamment simple et facile pour fonctionner sur la plate-forme mobile (et être amusant pour les enfants), mais avec suffisamment de place pour la personnalisation et la socialisation". 148Apps a donné au jeu une note de 4/5, en expliquant que "le mécanisme de fabrication est unique". Peter Willington de Pocket Gamer a déclaré qu'il n'aimait pas les menus grossiers, que l'interface utilisateur est fade et à l'étroit et qu'il déteste la conception des personnages. TouchArcade a écrit : "Avec des jeux en ligne comme celui-ci qui se déroulent dans des mondes persistants où tout le monde peut interagir, vous aurez sans aucun doute des gens qui essaieront de détruire des choses et rendront généralement la vie difficile à tout le monde".